# Border Reivers (rugby a 15)
I Border Reivers, chiamati inizialmente Scottish Borders Rugby, erano una delle quattro squadre professionistiche di rugby a 15 in Scozia, insieme a Edinburgh, Glasgow Warriors e Caledonia Reds.
I Border Reivers hanno disputato la Inter-District Championship dal 1996 al 1998 e la Celtic League, la Celtic Cup e la Heineken Cup dal 2002 al 2007, quando, per via dei tagli finanziari della federazione scozzese, sono stati sciolti. Disputavano le loro partite casalinghe allo Netherdale di Galashiels, Scottish Borders.
Con il passaggio del rugby al professionismo avvenuto nel 1995, la Scottish Rugby Union ritenne che i club scozzesi non avrebbero potuto essere competitivi nei confronti delle migliori formazioni inglesi e francesi. Si decise quindi che al professionismo sarebbero passate solo le quattro squadre rappresentative dei distretti. Successivamente, a causa della pesante situazione debitoria della SRU, in parte dovuta ai costi per la ristrutturazione di Murrayfield, si rese necessario un ulteriore ridimensionamento e da quattro club pro si passò a due. Dopo due stagioni quindi gli Scottish Borders vennero fusi con Edinburgh, creando una squadra chiamata Edinburgh Reivers. Nel 2002 vennero rifondati con il nome di Border Reivers per partecipare alla Celtic League e ad un torneo solo scozzese, modellato sulla formula del Tri Nations; il torneo però si disputò una sola volta e l'Edimburgo ne fu quindi l'unico vincitore.

## Statistiche

### European Challenge Cup
| Stagione  | G | V | P | S | PF  | PS  | MF | MS |
| --------- | - | - | - | - | --- | --- | -- | -- |
| 2002-2003 | 4 | 2 | 0 | 2 | 172 | 68  | 26 | 68 |
| 2004-2005 | 4 | 2 | 0 | 2 | 242 | 84  | 36 | 9  |
| 2005-2006 | 6 | 3 | 0 | 3 | 155 | 177 | 19 | 23 |

### Heineken Cup
| Stagione  | G | V | P | S | PF  | PS  | MF | MS |
| --------- | - | - | - | - | --- | --- | -- | -- |
| 1996-1997 | 4 | 1 | 0 | 3 | 80  | 178 | 7  | 24 |
| 1997-1998 | 6 | 0 | 0 | 6 | 129 | 222 | 14 | 29 |
| 2003-2004 | 6 | 1 | 0 | 5 | 39  | 183 | 4  | 26 |
| 2006-2007 | 2 | 1 | 0 | 1 | 48  | 40  | 6  | 5  |

## Rosa 2006-2007
Rosa aggiornata al 10 febbraio 2007